# تطريز فلسطيني

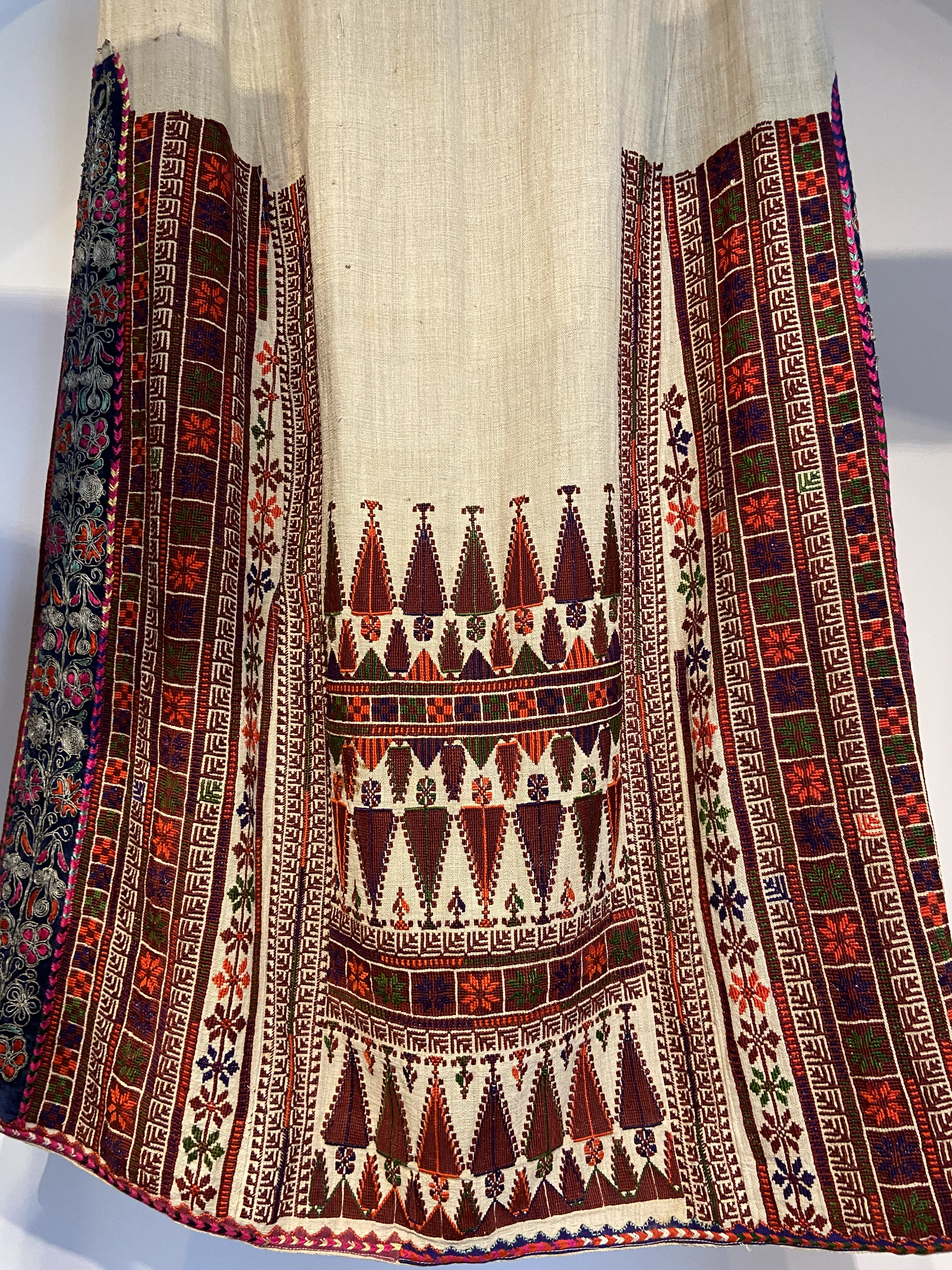
أسفل ثوب فلسطيني من الخلف مطرز من قرية بيت دجن قضاء يافا يعود إلى عشرينيات القرن الماضي

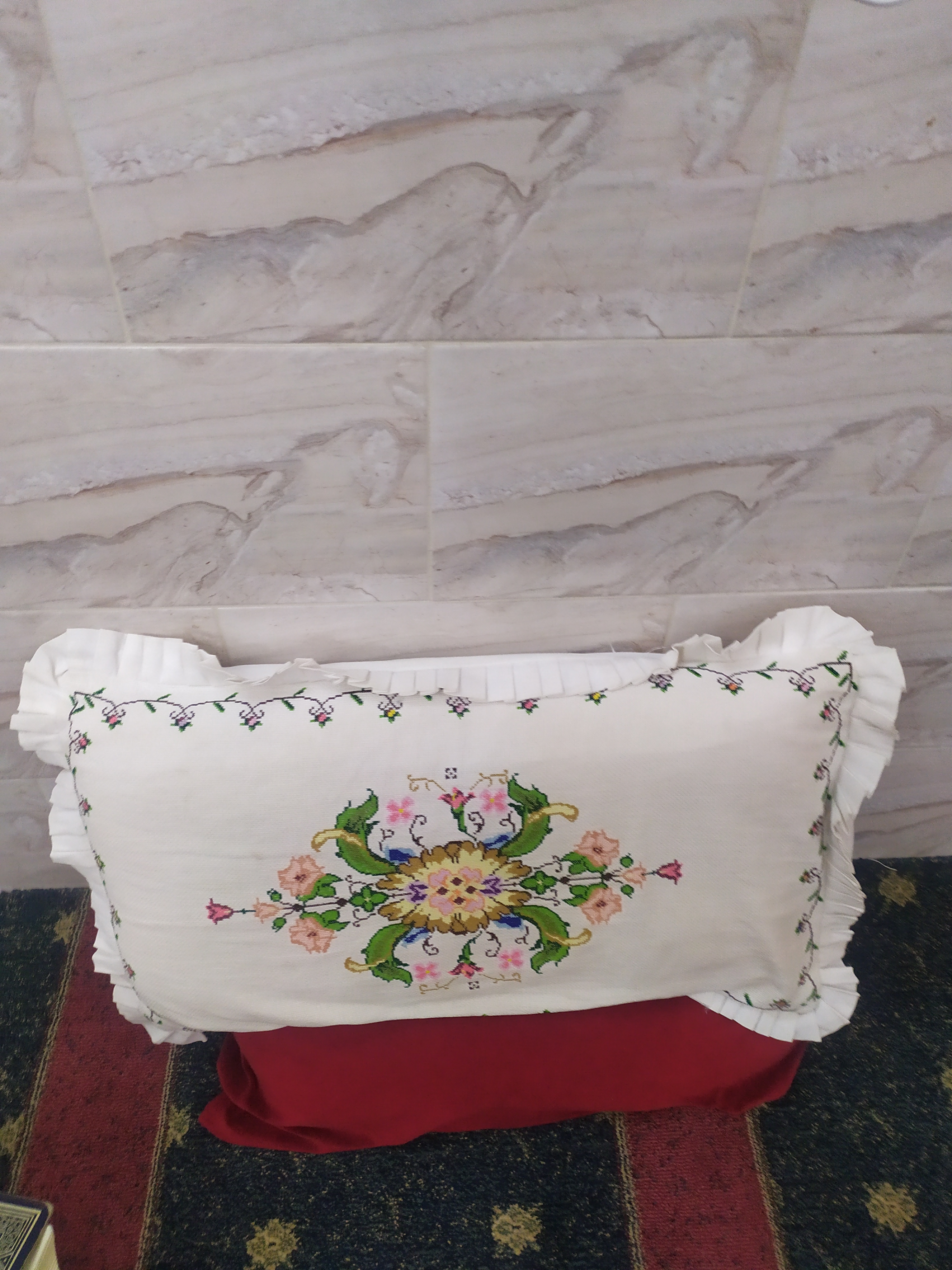
تطريز خياطة،وسادة مطرزة يدوي من خيوط الحرير

التطريز الفلسطيني هو فن ومكون هام في حياة المرأة الفلسطينية وهو جزء من الفلكلور الفلسطيني الذي ورثته المرأة الفلسطينية ونقلته إلى بناتها وأحفادها على مر العصور، إذ يرجع أصوله إلى عهد الكنعانيين كما تشير الآثار في مختلف أنحاء فلسطين التاريخية. استعملت المرأة في فلسطين التطريز في تزيين اثوابها بشكل رئيسي إضافة إلى عدد كبير من حاجات البيت كالمفارش والوسائد والمحافظ وغيرها.
انتشر هذا الفن في معظم أنحاء فلسطين تحديدا المنطقة الوسطى منها. كانت الأنماط المستخدمة في التطريز متباينة وفقاً للمناطق الجغرافية، إذا كان من الأمكن التمييز عبرها إلى المنطقة التي تنتمي لها المرأة بل حتى إلى أي قرية تنتمي.
تمت إضافته إلى قائمة التراث الثقافي غير المادي في لائحة منظمة الأمم المتحدة للتربية والعلم والثقافة (اليونسكو) عام 2021م.

## تاريخ التطريز الفلسطيني

### الأصول
يصعب إيجاد اثواب فلسطينية مطرزة تعود إلى قبل القرن التاسع عشر ميلادي نتيجة لتعرضها لعوامل تسبب تلفها كالرطوبة والحشرات على مر السنين. إلا انه يتضح عبر العديد من المنحوتات والقطع الاثرية الكنعانية بنسج الاقمشة وصبغها خاصة باللون القرمزي والأرجواني الذي تميزوا به وما زالا اللونان الرئيسين في التطريز الفلسطيني للزمن الحاضر.

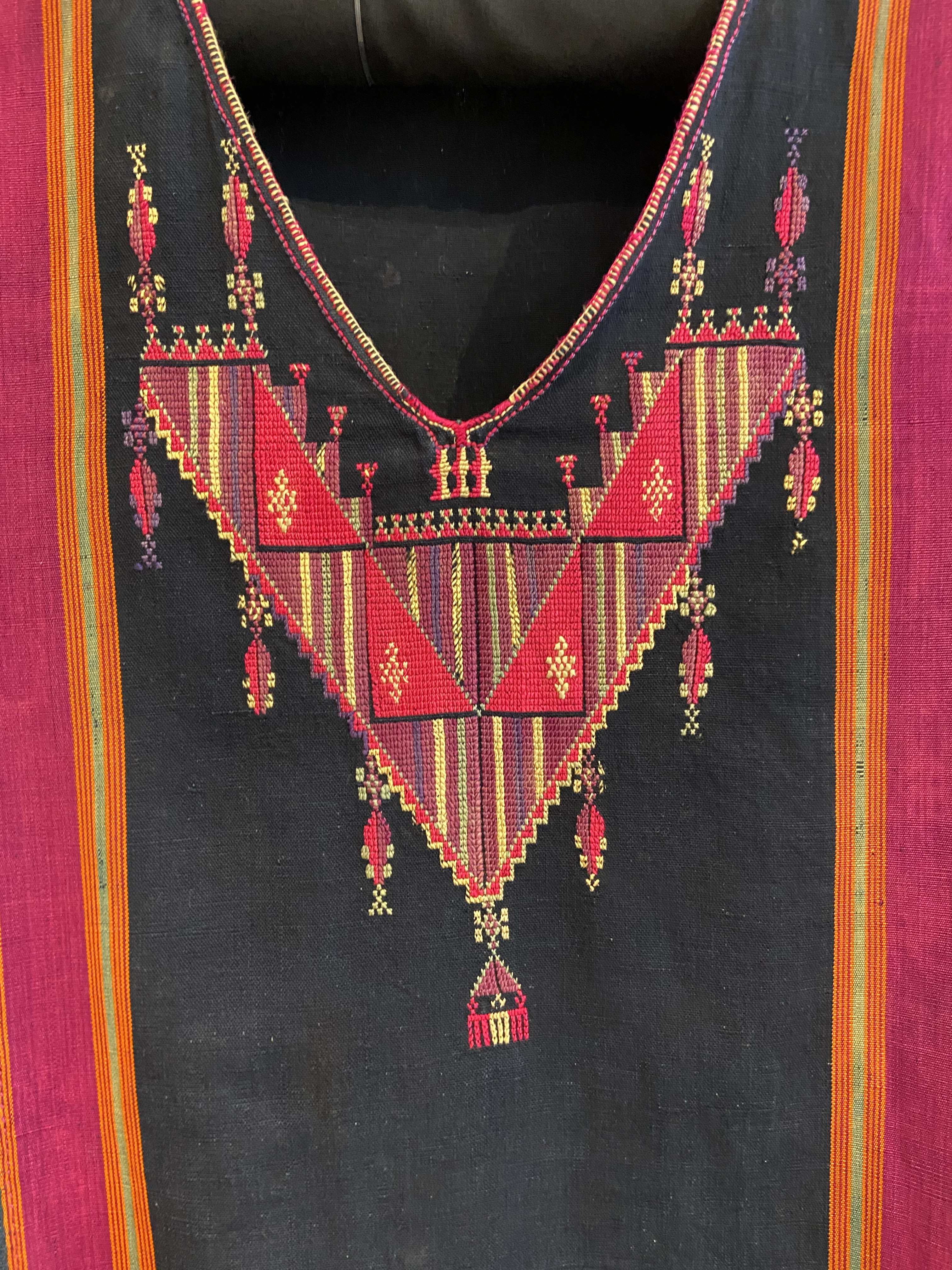
قبة ثوب غزة (قلادة) بداية القرن ال20
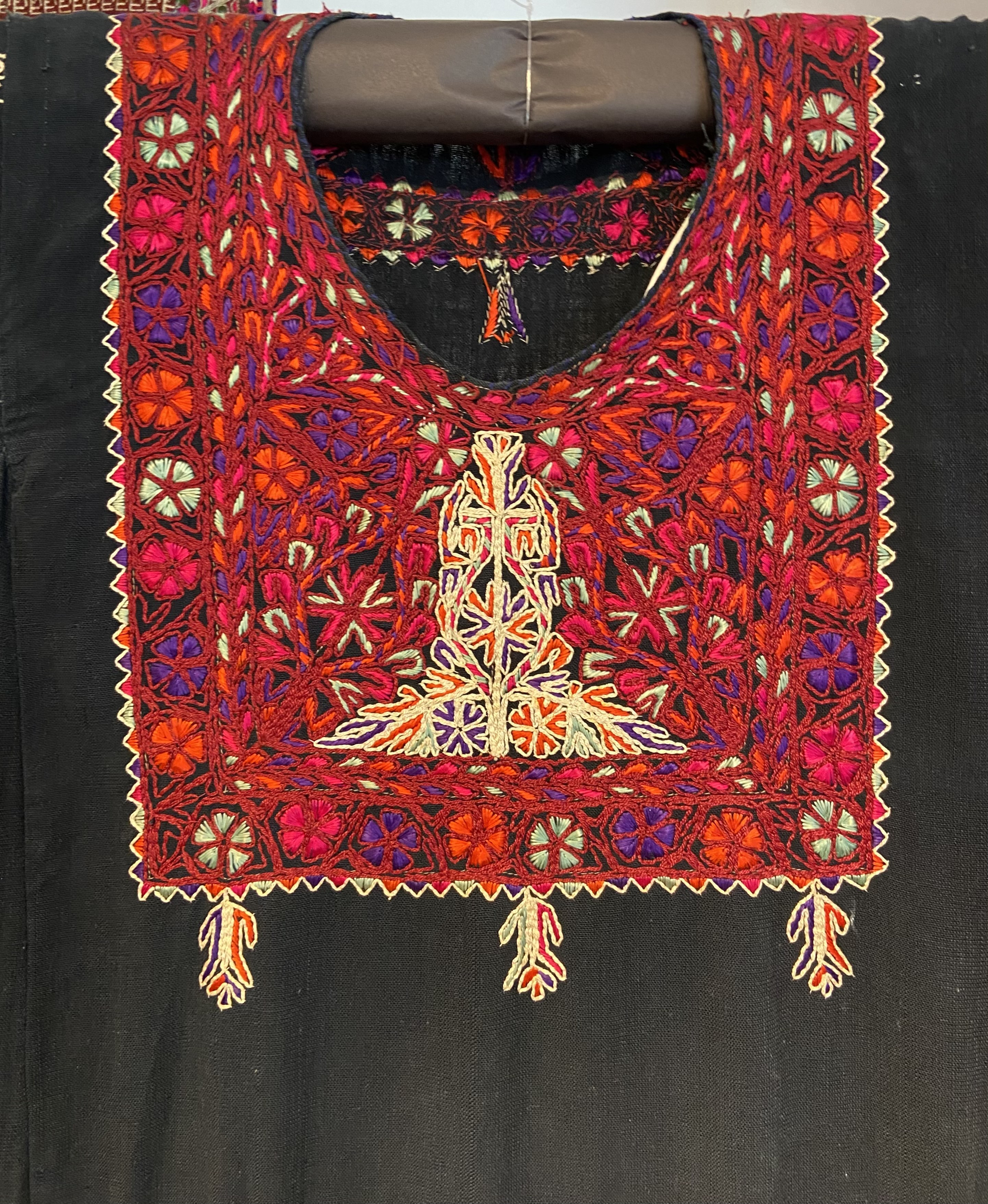
قبة ثوب من قرية النعاني قضاء اللد والرملة قرابة 1940

## الغرز المستخدمة
استخدمت غرزة الفلاحية (التصليب x) في كل القرى الفلسطينية بينما اشتهرت مدينة بيت لحم بغرزة التحريري التي انتشرت فيما بعد إلى قرى القدس واللد والرملة ويافا ورام الله وكان يستخدم القصب (من المعادن) إضافة للحرير

.

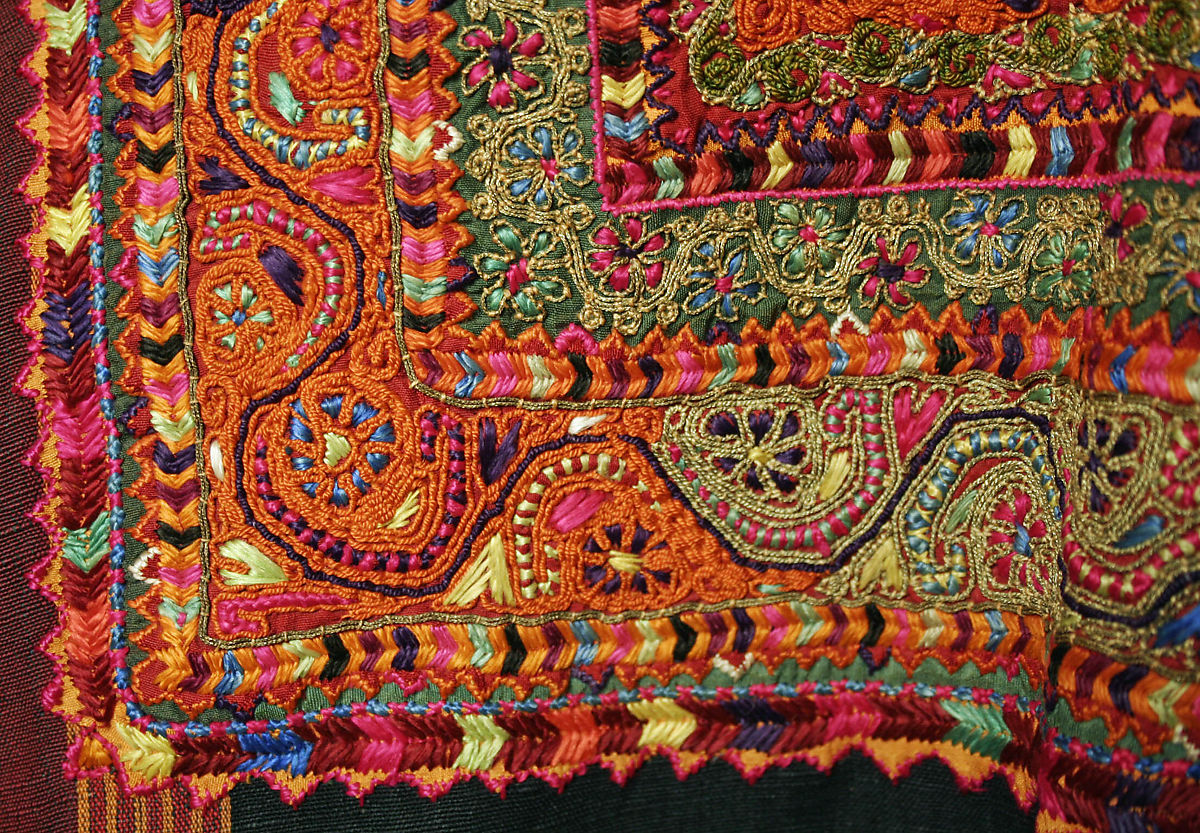
غرزة التحريري من مدينة بيت لحم في القرن 19
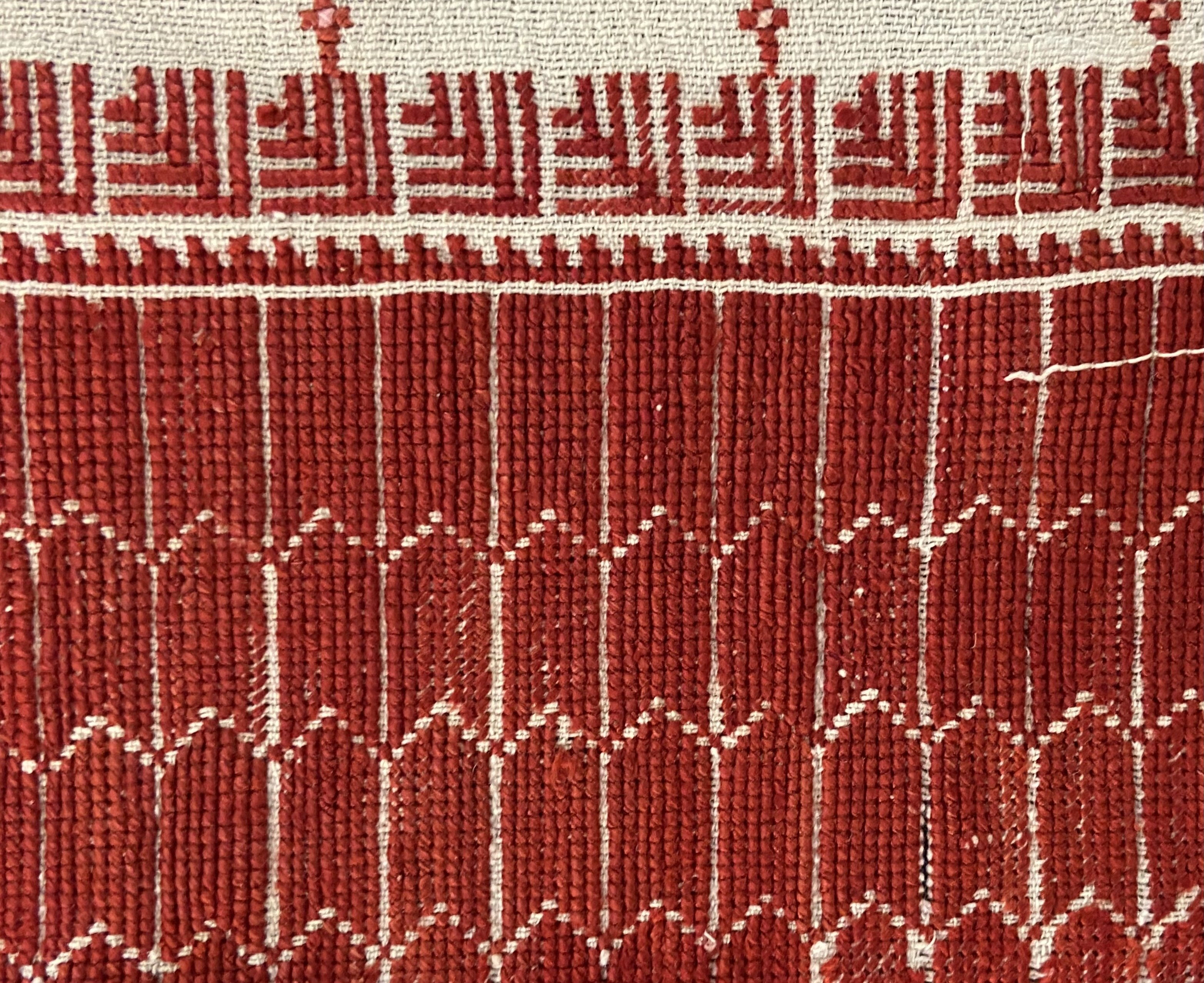
غرزة الفلاحي من قرى رام الله بداية القرن 20

## الوحدات التطريزية

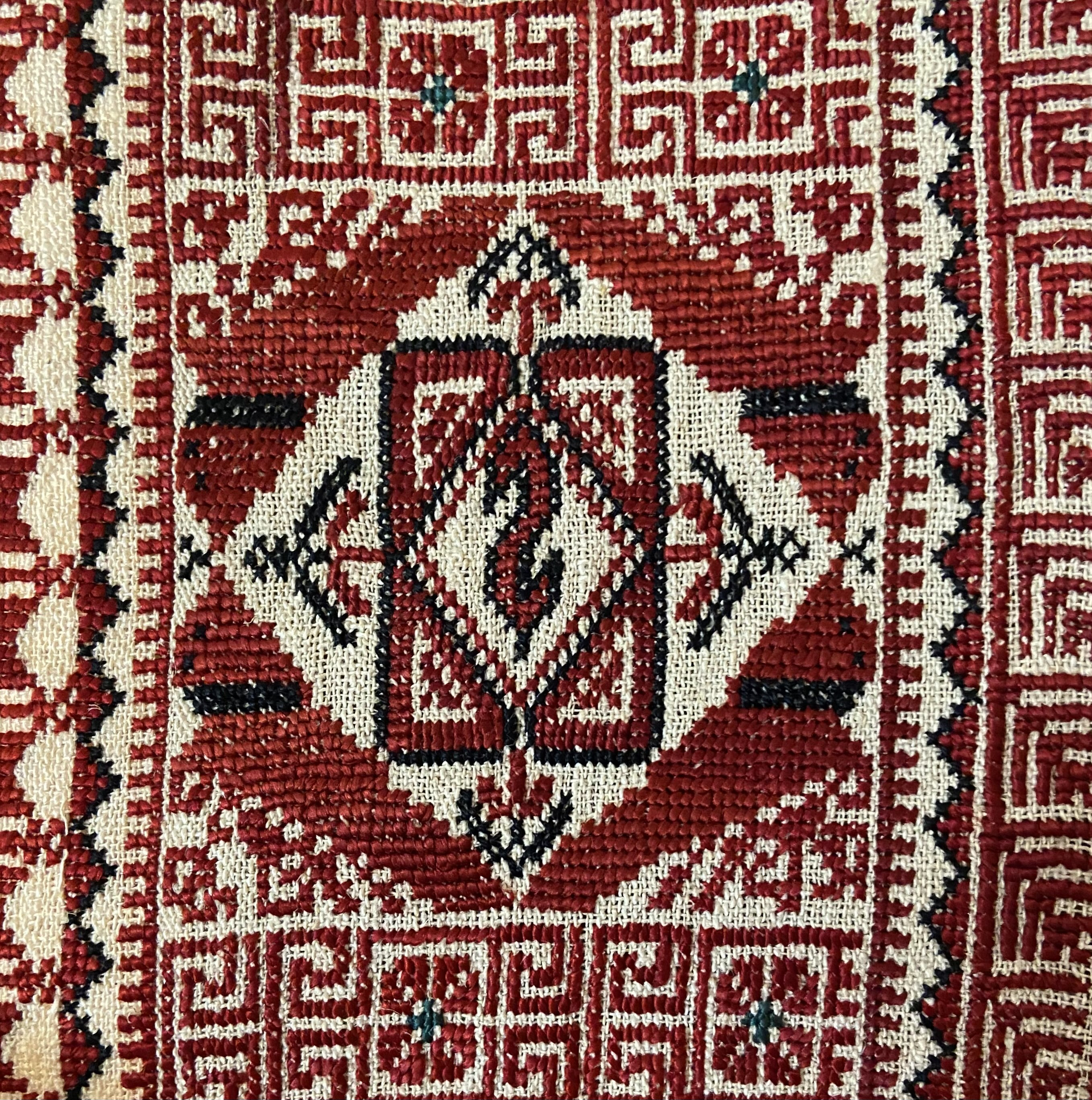
العلقة (S) من ثوب رام الله نهاية القرن 19

تنوعت الوحدات الزخرفية في المناطق الفلسطينية من مختلف العصور تحديدا الروماني والبيزنطي والأموي والمملوكي، وشملت الوحدات الزخرفية على أشكال تجريدية وهندسية ورسومات نباتية إضافة إلى حيوانات وطيور كالأسد والديك والبط وطائر اللقلق.
ومن أشهر هذه الوحدات:

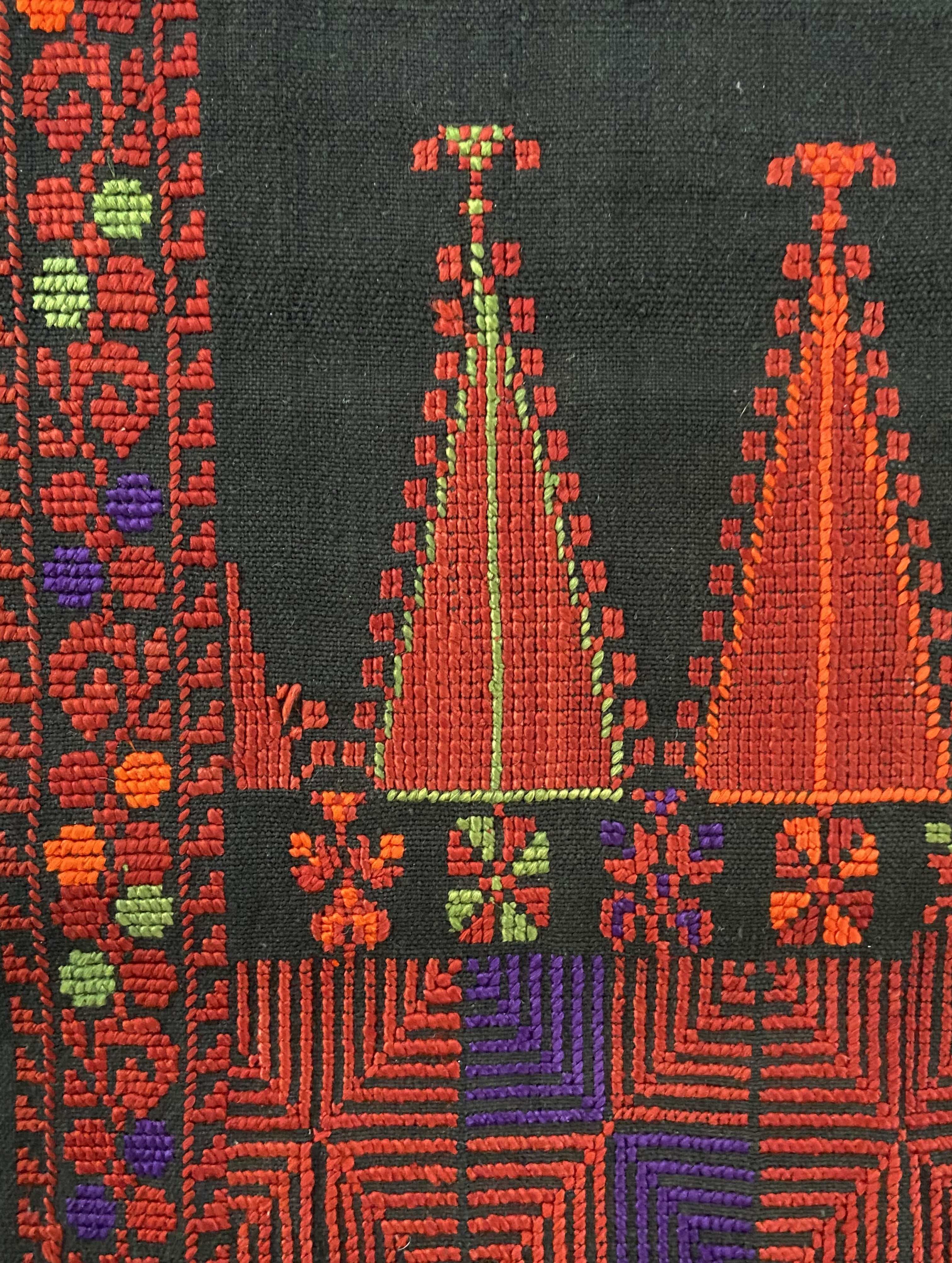
السروة في الأعلى والقمر في الأسفل من ثوب قضاء يافا في بداية القرن 20

1. السروة: تشتهر فيها منطقة يافا خصوصا وكافة فلسطين عموما.
2. خيمة الباشا: تشتهر فيها منطقة الخليل.
3. العلقة (S): تشتهر فيها منطقة رام الله وشمال القدس.
4. كأس النبيذ: تشتهر فيها منطقة اللد والرملة.
5. الساعة أو القبة: تشتهر فيها منطقة بيت لحم.

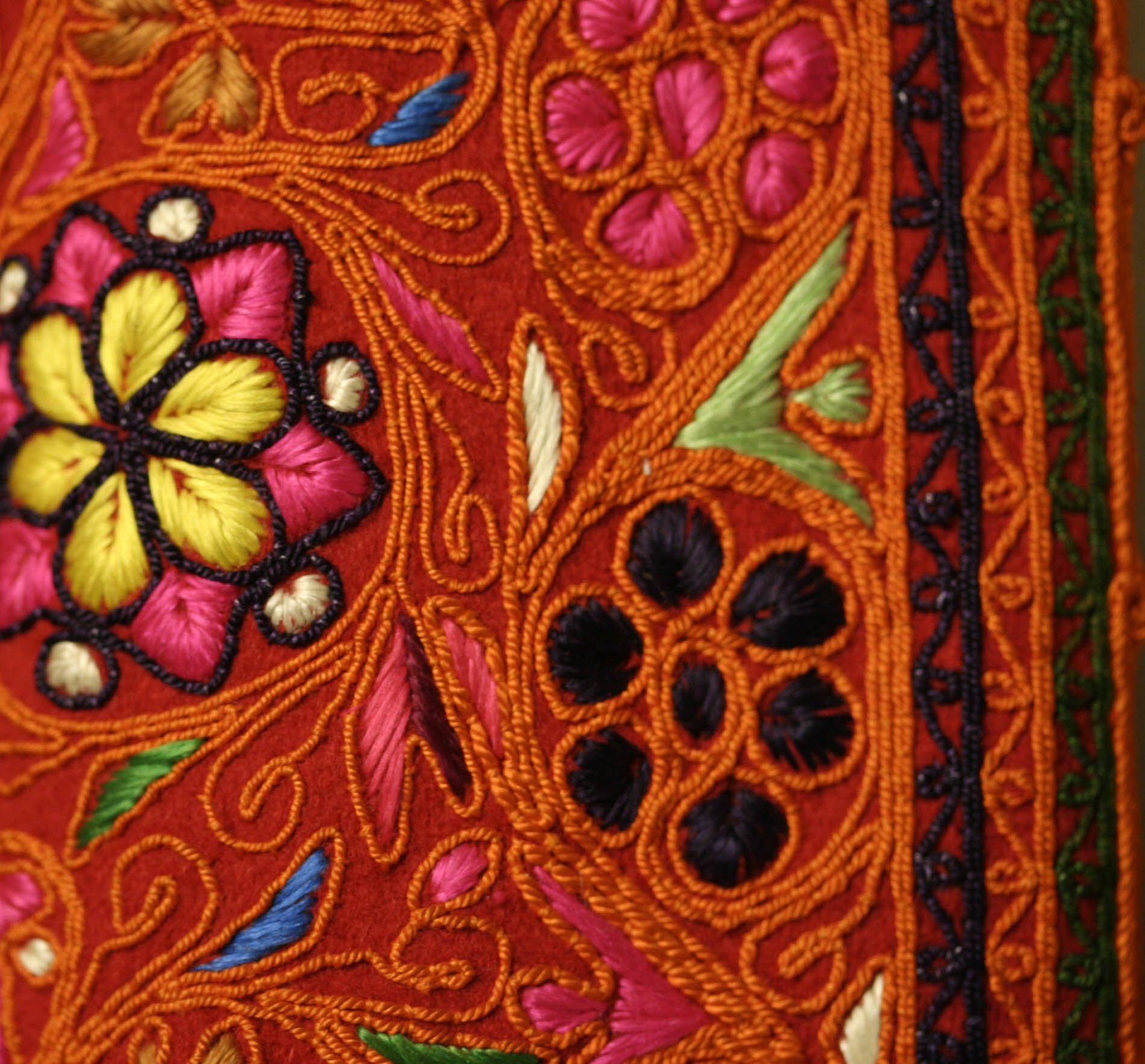
تطريز من جاكيت (تقصيرة) بيت لحم القرن 19.

6. القلادة: تشتهر فيها منطقة غزة.
7. الريش
8. الحجاب
9. صليب القدس
10. عرق اللوز

## الاختلافات الإقليمية

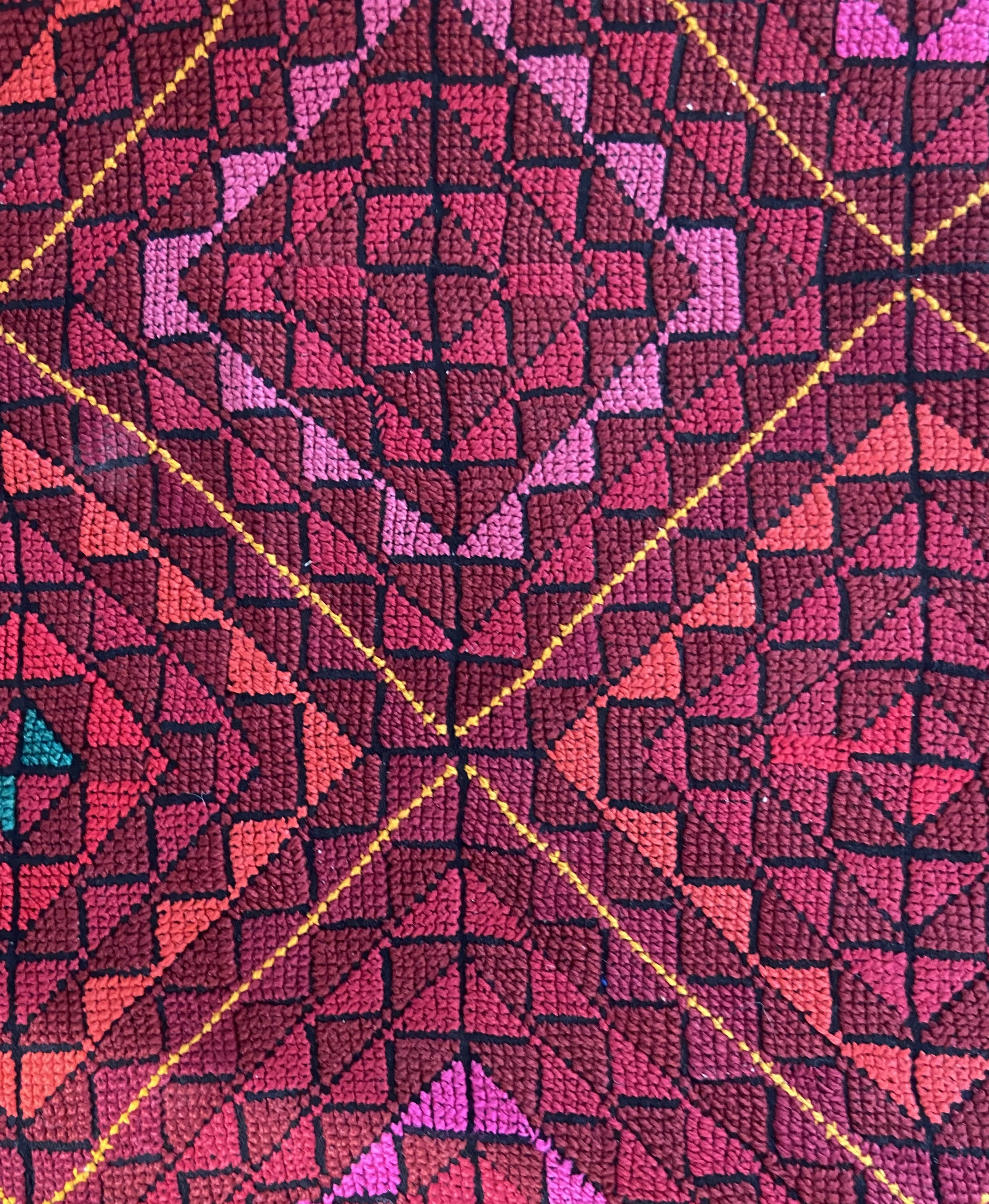
تطريز من ثوب بئر السبع (الثوب الفلسطيني) في أوائل القرن العشرين. كان التطريز الأحمر في بئر السبع يرتديه النساء المتزوجات بينما كان التطريز الأزرق ترتديه النساء غير المتزوجات/الأرامل

وفي كل منطقة، يمثل التطريز شكلاً من أشكال التعبير الجمالي والثقافي ويحمل أهمية اجتماعية عميقة، ويعكس هوية المجتمع وتقاليده. على سبيل المثال، في المناطق الشمالية مثل بيت لحم ورام الله، يتميز التطريز بزخارفه المعقدة واستخدام المواد الفاخرة، مما يعكس الأهمية التاريخية والدينية للمنطقة. تشتهر بيت لحم بشكل خاص باستخدامها الباذخ للخيوط الفضية والذهبية في ملابس الزفاف، والتي تمثل الهيبة والثروة. يتميز تطريز رام الله بأنماط هندسية وزهرية مفصلة، وغالبًا ما يزين الكتان الأبيض المنسوج يدويًا المستخدم في الفساتين التقليدية، ويمثل الاحتفالات وأحداث الحياة المهمة.
ومن ناحية أخرى، تتميز المناطق الجنوبية مثل مدينة غزة والخليل بأنماط مميزة. على الرغم من أن فساتين غزة أبسط وتمثل احتياجات الحياة اليومية العملية، إلا أنها مزينة بشكل رائع بتطريز نابض بالحياة على طول الأكمام والحواف. تتميز مدينة الخليل، المعروفة بتصميماتها المتقاطعة الزاهية على الكتان السميك، بجمالياتها القوية مع درجات اللون الأحمر والأخضر الغنية التي تمثل رابطة مع الأرض والتقاليد المحلية. وبالإضافة إلى إضافة الجمال إلى الملابس، فإن تطريز كل منطقة هو شكل من أشكال الهوية والتعبير المتوارث عبر الأجيال، ويعكس براعة الثقافة الفلسطينية وقدرتها على الصمود.

## التطريز بعد النكبة
بعد التطهير العرقي عام 1948 وتهجير أكثر من 700 ألف فلسطيني (المعروف بالنكبة، وهي الكارثة باللغة العربية)، تم تعطيل ممارسة التطريز، كما حدث مع كل جانب من جوانب الحياة اليومية. لقد فقدت أعداد لا حصر لها من الأعمال الفنية الثمينة عندما أصبح الغالبية العظمى من الفلسطينيين لاجئين. قبل النكبة، كان التطريز عملاً عائلياً إلى حد كبير، وكانت التقنية تنتقل عبر أجيال من النساء.
بعد أن تم إبعاد الفلسطينيين عن كل جانب تقريبًا من جوانب حياتهم اليومية، أصبح التطريز، مثل الممارسات الروتينية الأخرى، شيئًا يجب الحفاظ عليه. لقد أدت عملية "التراث" إلى تحويل جوانب أصغر من حياة الفلسطينيين إلى علامات مميزة لوجودهم ومقاومتهم. كما أصبح التطريز جزءًا ضروريًا من اقتصاد اللاجئين، حيث أصبحت هذه الممارسة سلعة حيث باعت النساء فنهن لدعم أسرهن. نشأت العديد من المنظمات النسائية في هذا الوقت، وتركزت حول تزويد النساء بالإمدادات اللازمة لاستعادة حرفتهن وحياتهن.

## التطريز بعد حرب الأيام الستة عام 1967

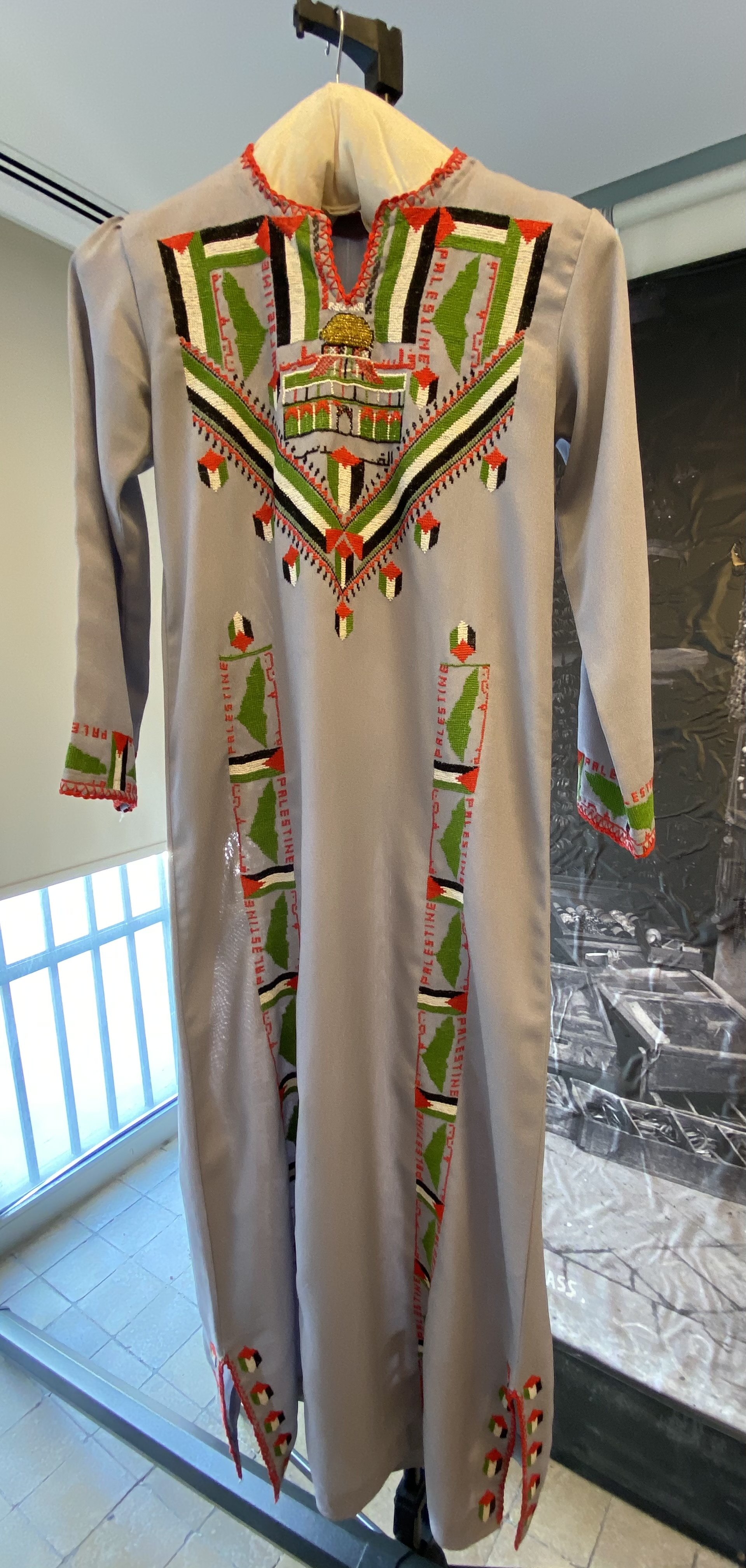
"ثوب الانتفاضة" أو "ثوب العلم" الفلسطيني

وقد حدث إحياء ثانٍ للتطريز في السبعينيات والثمانينيات، بعد حرب 1967. ازدادت تجارة التطريز، مما لفت انتباه العالم إلى فلسطين. في هذه المرحلة، أصبح ممارسة وتعليم التطريز عملاً ثوريًا. حتى أن منظمة التحرير الفلسطينية أنشأت ورشات تطريز في مخيمات اللاجئين. "باختصار، في السبعينيات والثمانينيات، امتدت المقاومة والنضال السياسي إلى الثقافة وغيرها من المجالات غير السياسية، مثل المجال المنزلي، التي كانت أقل تعرضًا للقمع الإسرائيلي المباشر: كانت ثقافة المقاومة هذه مشبعة بالفولكلور." لقد منح التطريز المرأة الفلسطينية العمل والقوة والهوية: على الرغم من أن الفن في هذا الوقت لم يعد مجرد عمل نسائي. ولم يعد الآن رمزًا للتراث الفلسطيني فحسب، بل أصبح شكلًا جديدًا من أشكال التعبئة والنشاط.

## التطريز والانتفاضات
طوال فترة الانتفاضة الأولى، كان للفن والصور القومية تأثير قوي على المقاومة، والعكس صحيح. وقد أدى هذا إلى تصعيد الرقابة الإسرائيلية على الفن الفلسطيني، إلى الحد الذي لم يُسمح فيه بعرض ألوان العلم نفسه في الأماكن العامة. لم يتم الإعلان عن التطريز، إلى جانب المهام الأخرى التي تؤديها النساء تقليديًا، فحسب، بل تم تسييسه في شكل تمرد قومي. أصبح استخدام التطريز لعرض العلم الفلسطيني على الثياب شكلاً شائعًا للمقاومة بين النساء الفلسطينيات. وقد عُرفت هذه الفساتين باسم "فساتين الانتفاضة" أو "فساتين العلم". أصبحت الثياب وسيلة إعلامية ممتازة للعلم الفلسطيني بعد أن تم حظره في الأماكن العامة. كان بإمكان النساء ارتداء "فساتين الانتفاضة" في منازلهن أو في أماكن خاصة أخرى، وحتى لو تم عرضها في الأماكن العامة في الاحتجاجات، لا يمكن إزالة الفساتين من أجسادهن.

## معرض الصور

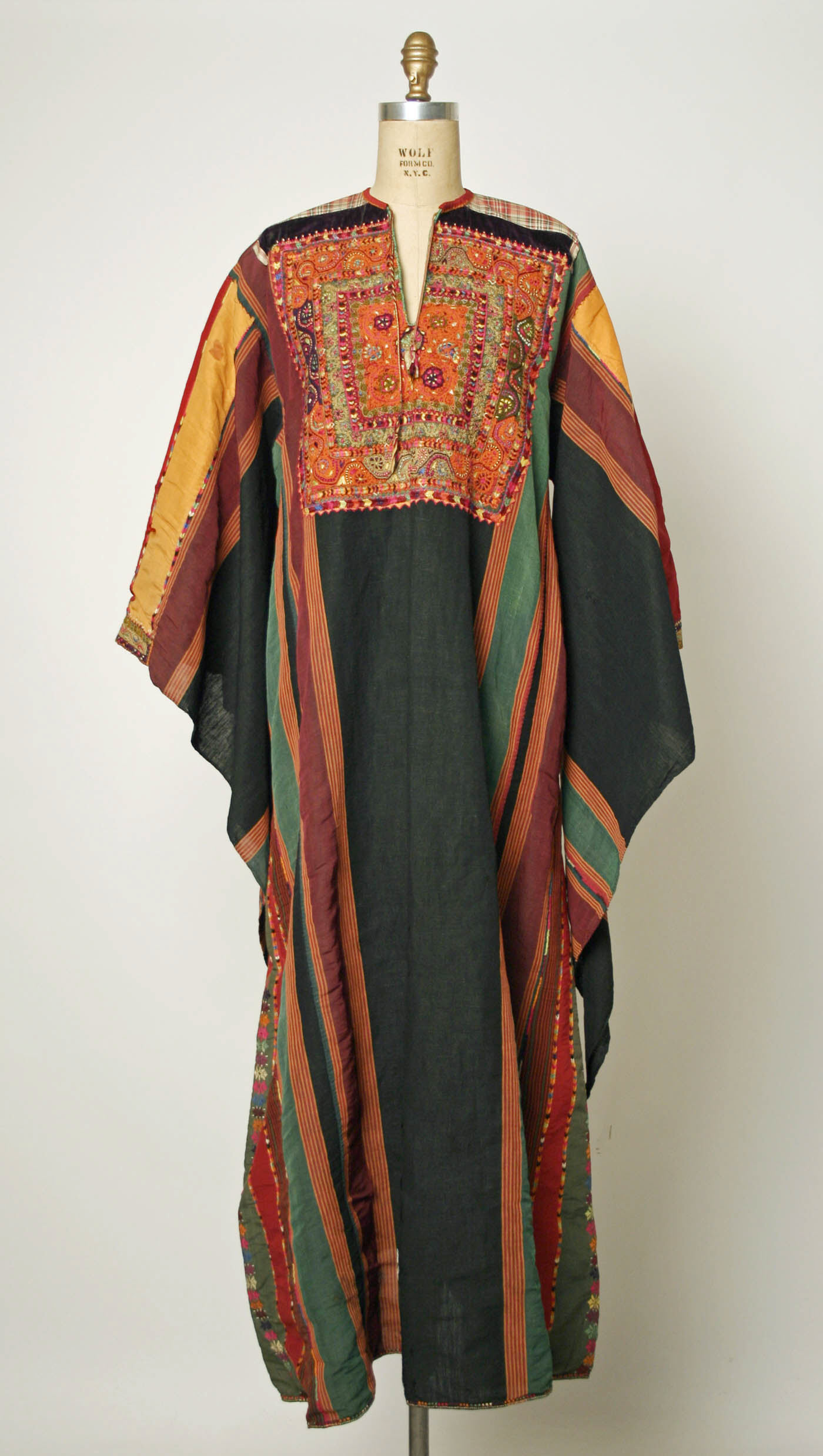
ثوب بيت لحم القرن 19.
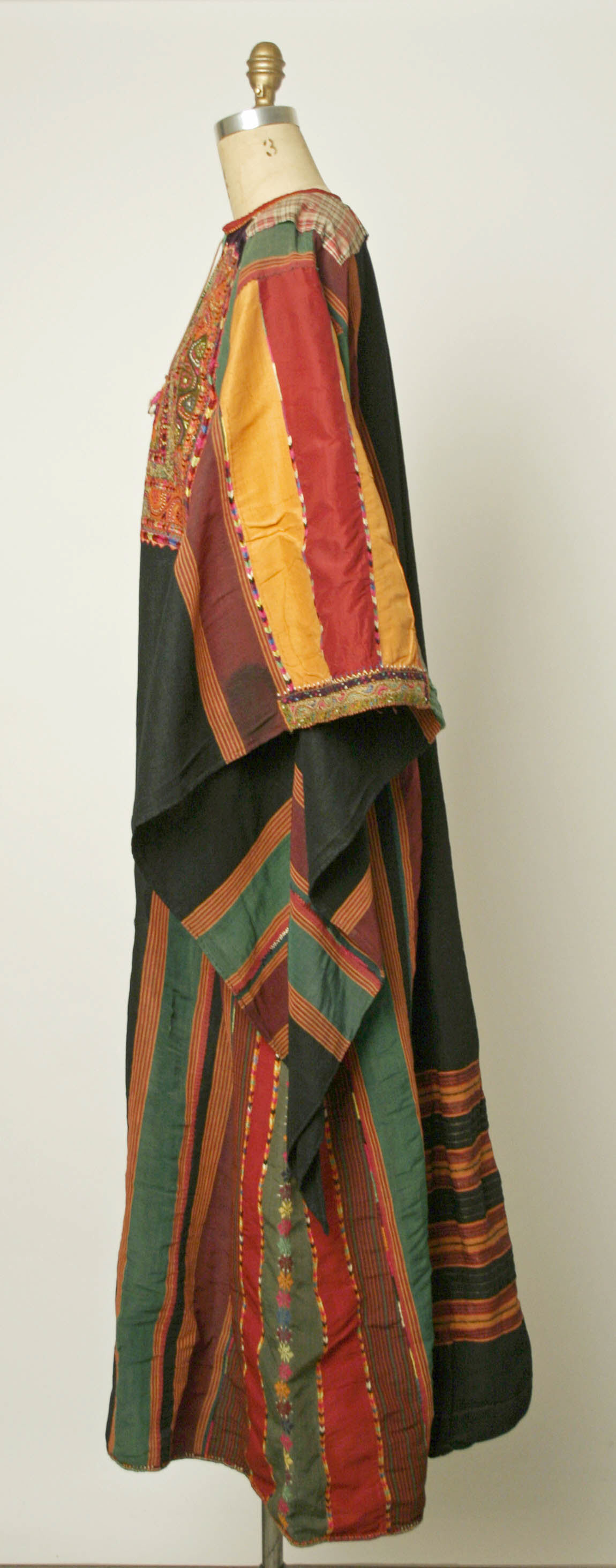
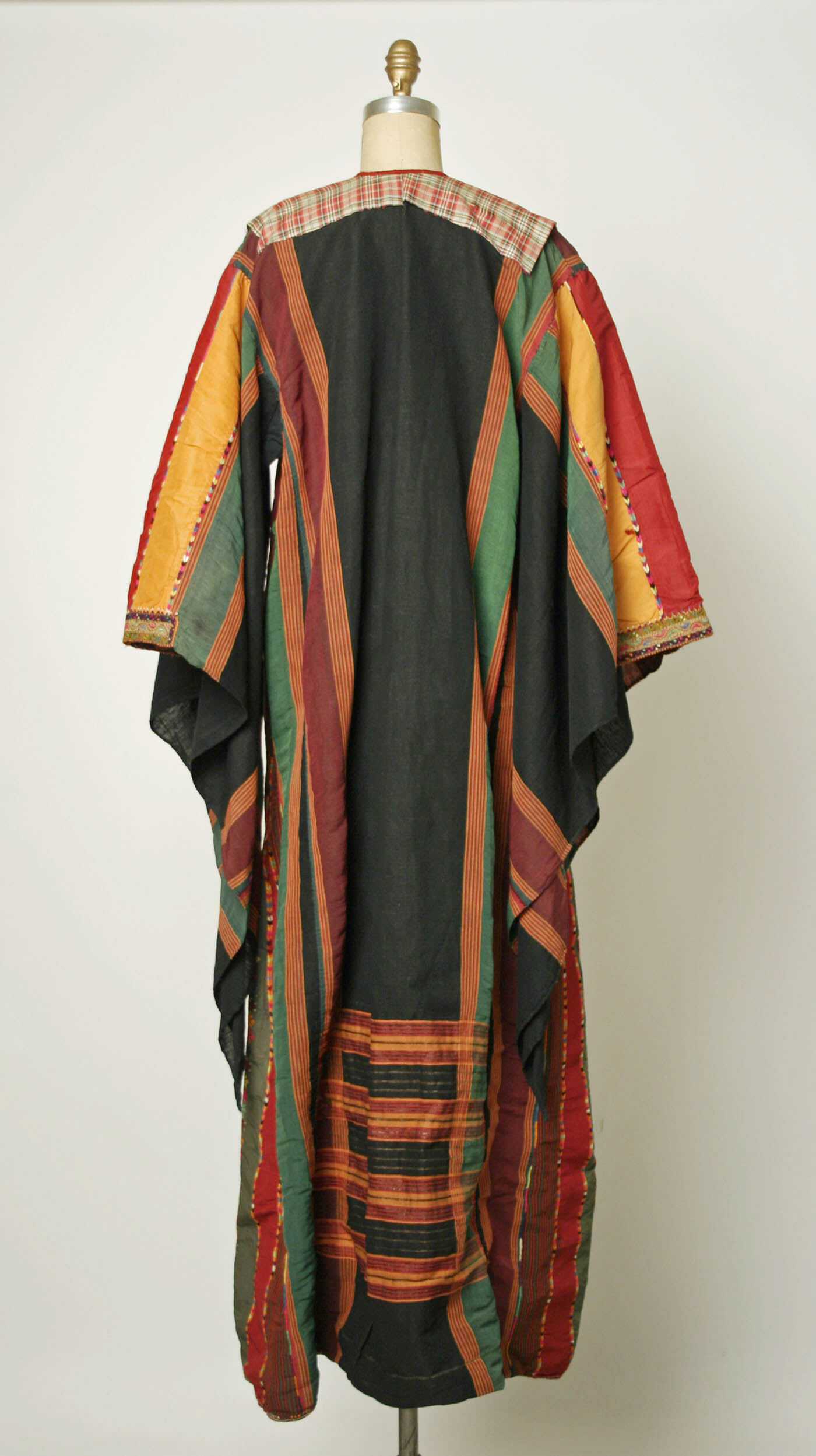

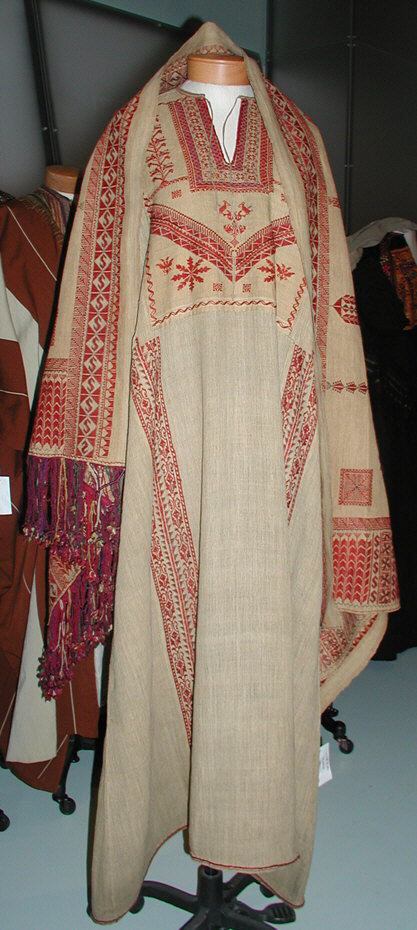
ثوب رام الله القرن 19.
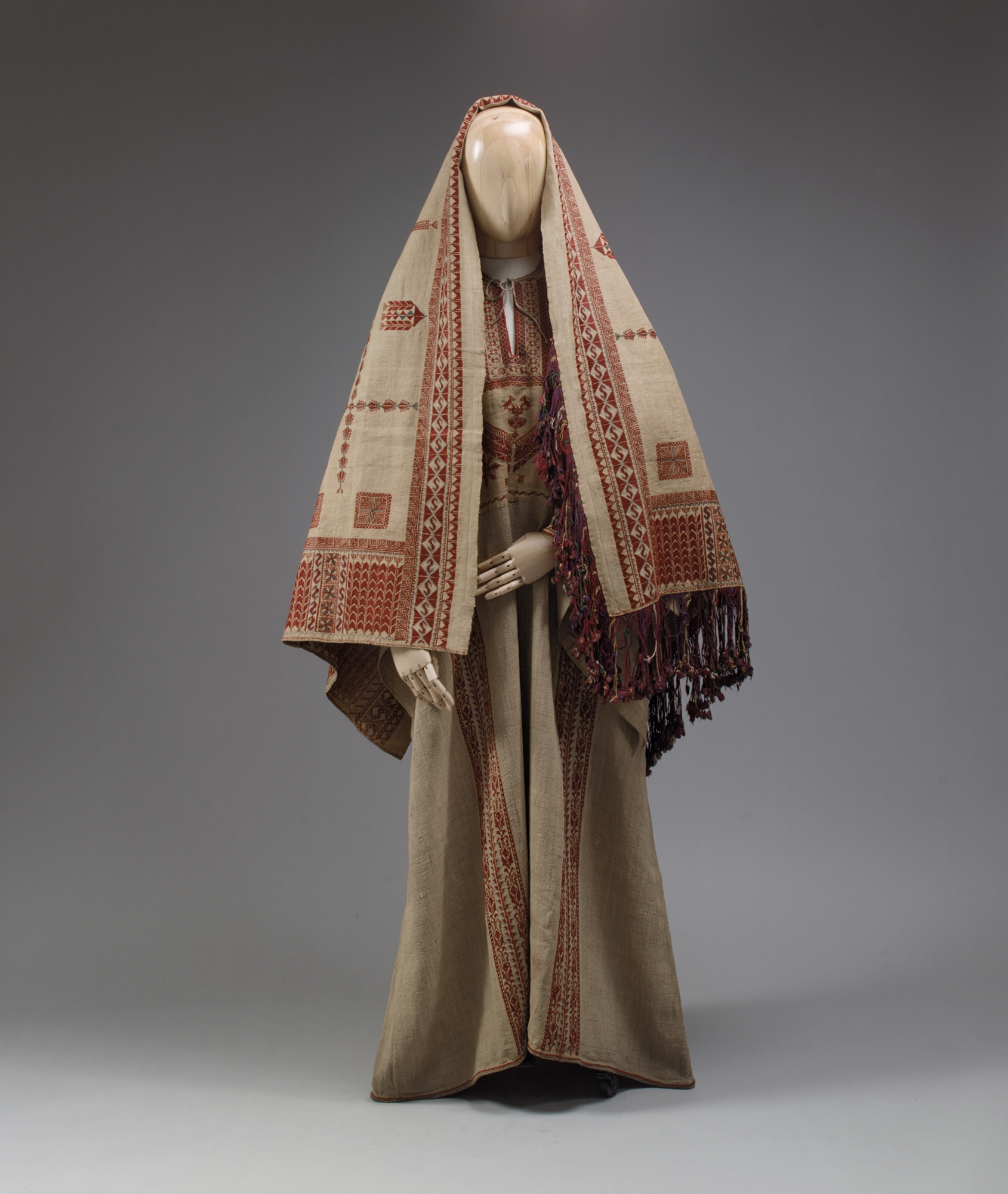
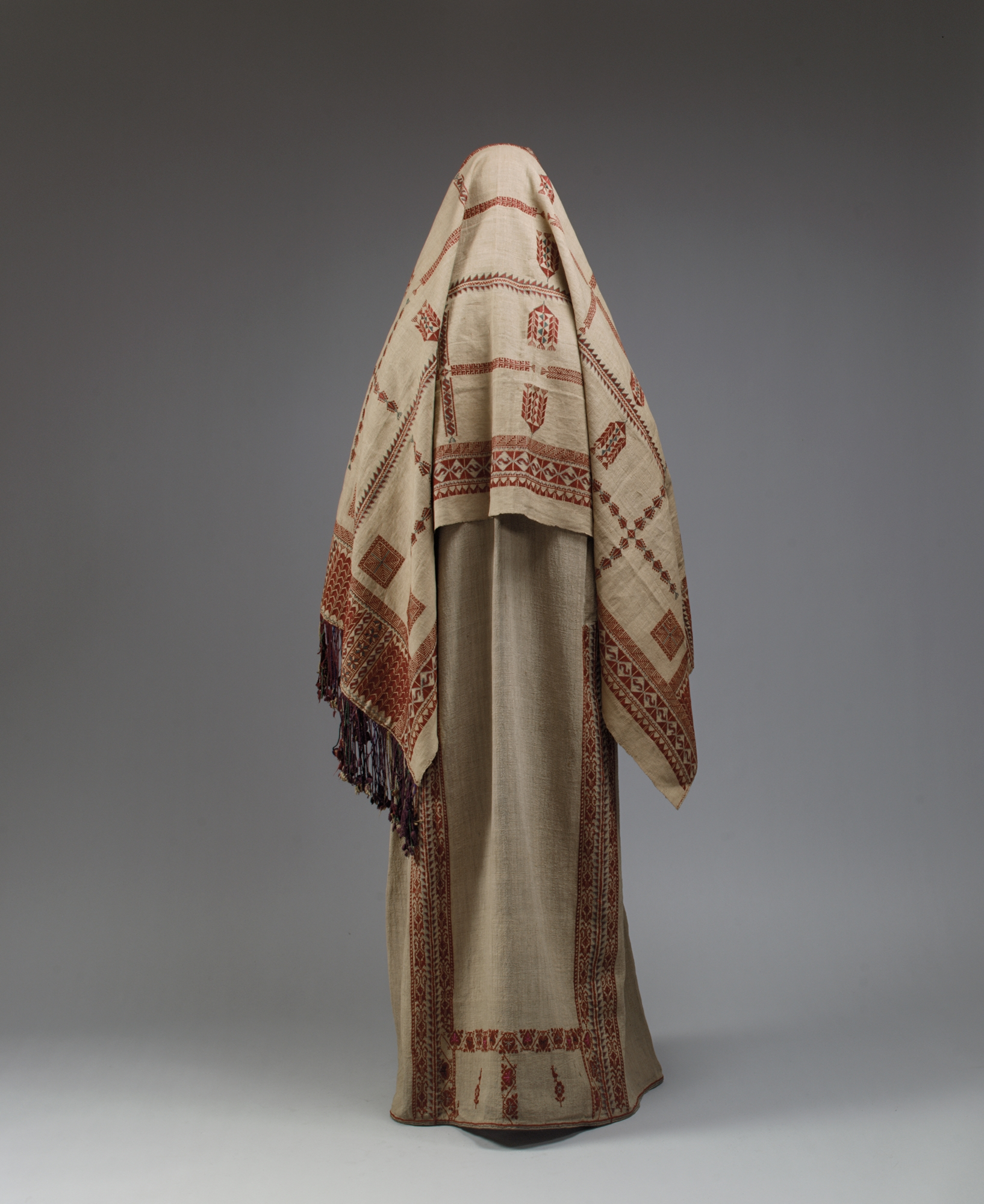

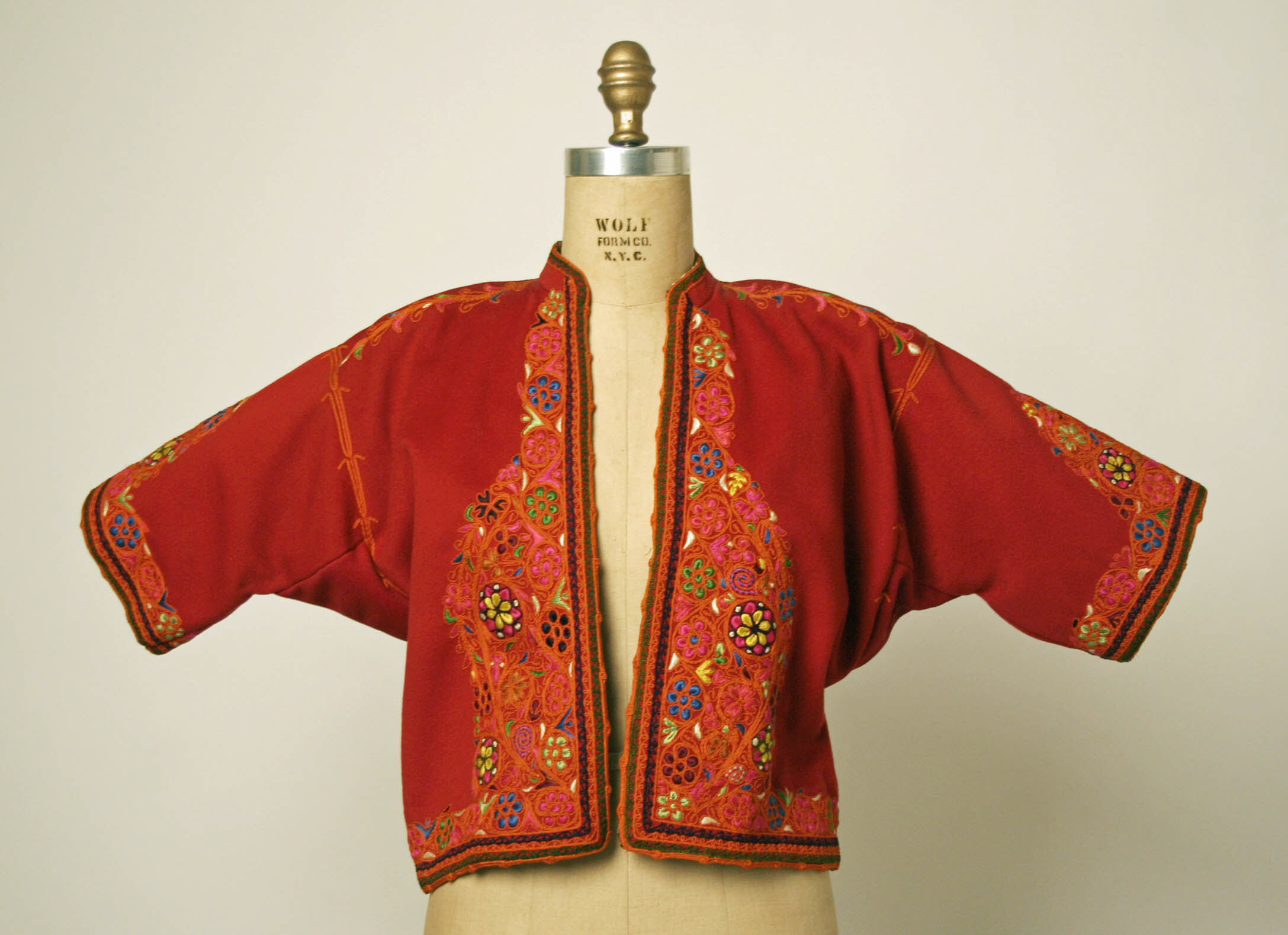
جاكيت (تقصيرة) بيت لحم, القرن 19.
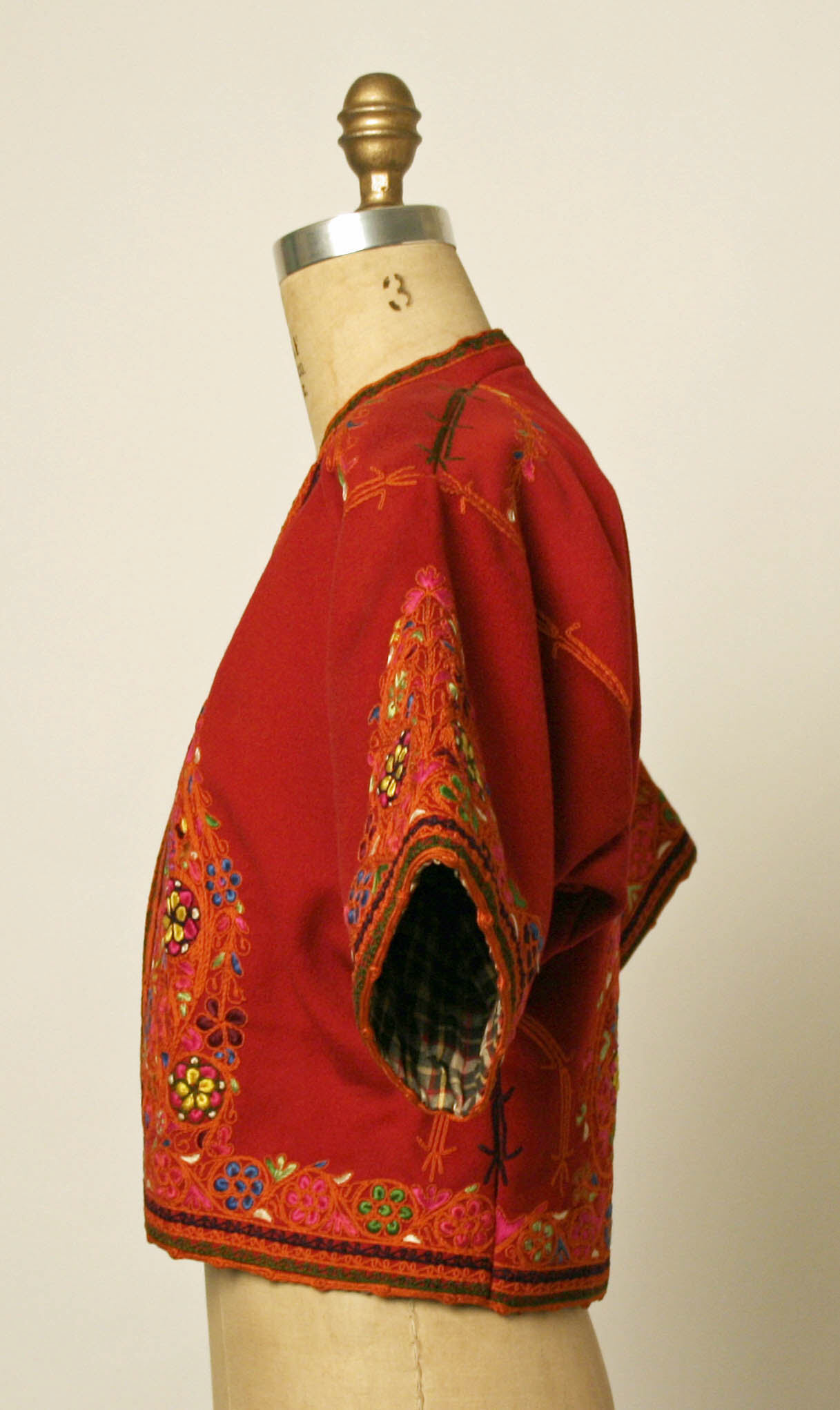
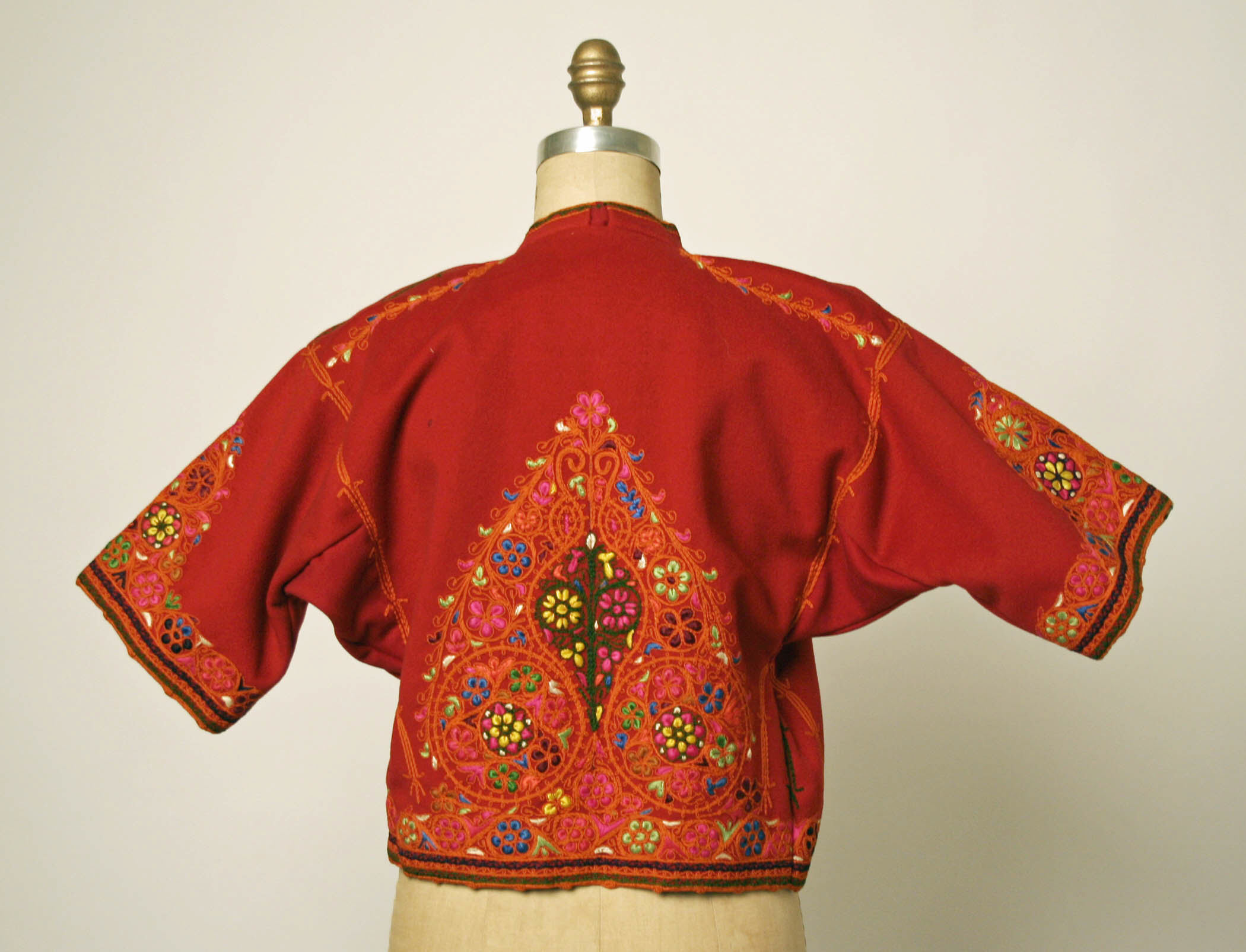

### بِاللُغة الإنگليزيَّة
1. ↑  "Canaan in Egypt: Archaeological Evidence for a Social Phenomenon". ResearchGate. 8 يناير 2014. مؤرشف من الأصل في 2021-03-25.
2. ↑  
Weir, (2009). Palestinian costume (بالإنجليزية). Arris Books. ISBN:978-1-84437-079-5. OCLC:988774780. Archived from the original on 2020-11-17.{{استشهاد بكتاب}}:  صيانة الاستشهاد: علامات ترقيم زائدة (link)
3. ↑  
Leila El Khalidi (1999). Palestinian embroidery (ط. الأولى).

### بِاللُغة العربيَّة
1. ↑  فيليب حتى (1972). تاريخ سوريا ولبنان وفلسطين (ط. الثانية). بيروت: دار الثقافة. OCLC:4770857496. مؤرشف من الأصل في 2021-06-29. {{استشهاد بكتاب}}: تجاهل المحلل الوسيط |ترجمة= لأنه غير معروف (مساعدة)
2. ↑  وداد قعوار (2003). التطريز الفلسطيني : غرزة الفلاحي التقليدية (ط. الثالثة). بيروت: المؤسسة العربية للدراسات والنشر. OCLC:4770258143. مؤرشف من الأصل في 2021-06-29.
3. ↑  "فن التطريز الفلسطيني على لائحة التراث الثقافي لليونسكو". 15/12/2021. مؤرشف من الأصل في 4 فبراير 2022. {{استشهاد ويب}}: تحقق من التاريخ في: |تاريخ= (مساعدة)
4. ↑  نبيل عناني، سليمان منصور (2011). دليل فن التطريز الفلسطيني (ط. الرابعة). عمان: الأهلية للنشر والتوزيع. OCLC:1158881215. مؤرشف من الأصل في 2021-07-01.
5. ↑  "الجانب الحضاري عند الكنعانيين". جامعة بابل. 7 يونيو 2011. مؤرشف من الأصل في 2021-11-29. اطلع عليه بتاريخ 2021-07-01. {{استشهاد ويب}}: |archive-date= / |archive-url= timestamp mismatch (مساعدة)
6. 1 2 3 4  Iman Saca and Maha Saca, Embroidering Identities : a Century of Palestinian Clothing (Chicago: Oriental Institute Museum of the University of Chicago, 2006), 30.\
7. ↑  Khalidi, Rashid. The Hundred Years’ War on Palestine: A history of settler colonialism and resistance, 1917-2017. New York, New York: Metropolitan Books, 2020.
8. 1 2  De Cesari, Chiara. Heritage and the Cultural Struggle for Palestine . Stanford, California: Stanford University Press, 2019
9. ↑  Lamberti, Laura. 2020. "Palestinian Embroidery, Collective Memory and Land Ownership." Palestine - Israel Journal of Politics, Economics, and Culture 25 (1): 185-188.
10. ↑  De Cesari, Chiara. Heritage and the Cultural Struggle for Palestine . Stanford, California: Stanford University Press, 2019.
11. 1 2  Rachel Dedman, "The Politicisation of Palestinian Embroidery Since 1948," in Dangerous Bodies: New Global Perspectives on Fashion and Transgression (Springer International Publishing, n.d.), 102.https://doi.org/10.1007/978-3-031-06208-7_6.
12. 1 2  Sherwell, Tina. “Palestinian Costume, the Intifada, and the Gendering of Nationalist  Discourse.” Journal of Gender Studies 5, no. 3 (November 3, 1996): 293–303.